# Wapen van Woudrichem
Het eerste wapen van Woudrichem werd op 16 juli 1817 aan de Noord-Brabantse plaats Woudrichem toegekend. Het tweede wapen werd op 23 maart 1974 aan de gemeente toegekend. De beide wapens zijn varianten op het wapen van het Land van Heusden en Altena. Vanaf 2019 is het wapen niet langer als gemeentewapen in gebruik omdat de gemeente Woudrichem in de nieuwe gemeente Altena op is gegaan.

## Blazoeneringen
Vanwege een gemeentelijke fusie in 1973 kreeg de gemeente Woudrichem in 1974 een nieuw wapen. Hieronder de blazoeneringen van het eerste en tweede wapen. Hoewel de hier weergegeven schilden in vorm verschillen, is dit geen vaststaand feit. De vorm van het schild mag in de Nederlandse heraldiek zo getekend worden als dat de tekenaar wil, zolang het maar herkenbaar is als een schild.

### Eerste wapen
Het eerste wapen had geen blazoenering, maar alleen een officiële tekening, als er een tekst bij zou zijn geweest dan had deze als volgt kunnen luiden:
Van goud beladen met 2 afgewende zalmen van keel, geplaatst en pal. Het schild hangende aan een lint van zilver aan een dorre boom.
Het wapen is goud van kleur met daarop twee rode zalmen. De zalmen staan (en pal) met de ruggen naar elkaar gekeerd. Het schild hangt aan een wit, of zilveren, lint aan een dorre boom. De boom is van natuurlijke kleur. De tak/dorre boom is mogelijk een verwijzing naar de vroegere naam Waldrikheim, waarin wald een verwijzing zou zijn naar woud. De boom als schildhouder kan zowel van het wapen van Haarlem als van dat 's-Hertogenbosch komen, Woudrichem heeft van beide steden het poortrecht gekregen. Haarlem heeft een dorre boom boven het schild uitsteken en 's-Hertogenbosch heeft een boom op het schild staan.

### Tweede wapen
De blazoenering van het huidige wapen luidt als volgt:
In goud 2 afgewende zalmen van keel; een schildhoofd van sabel met 5 breedarmige kruisjes van goud. Het schild gedekt met een gouden kroon van 3 bladeren en 2 parels.
Het wapen toont, gelijk aan het voorgaande wapen, twee rode staande zalmen op een gouden veld. Boven het gouden veld, in het zwarte schildhoofd, 5 gouden kruisjes met brede armen. Boven op het schild een gouden kroon van drie bladeren met daartussen twee parels. Dit wapen heeft geen schildhouder meer.

## Geschiedenis
Een eerste bekende zegel met daarop het wapen van Woudrichem stamt uit 1306, het toont een boom met daarin twee vogels en aan weerszijden van de boom een zalm. Een later zegel had één zalm onder de boom, in plaats van twee zalmen naast de boom. Een volgende variant had wederom de boom, maar nu met twee schildjes aan de zijdes, de schildjes vertoonden de wapens van Altena (de zalmen) en Horne met drie muziekhoorns. De positie van de wapens wisselen zeker een keer. De heerlijkheid Altena viel onder Horne en Kleef en Woudrichem behoorde ook toe tot het grondgebied van de heren van Altena.
Nadat Woudrichem in 1590 bij het graafschap Holland gevoegd werd, werd het schildje van Horne van het zegel gehaald. De zalmen bleven. Hun rode kleur kan komen van de rode leeuw van het wapen van Holland, maar ook van het wapen van Kleef.
Het eerste wapen werd op 16 juli 1817 aan de gemeente Woudrichem toegekend. In 1973 fuseerde de gemeente met vier buurgemeenten. Door deze fusie was een nieuw wapen nodig, de vijf oude wapens kwamen allen te vervallen.
Het tweede wapen is gebaseerd op het oude wapen. Alle wapens van de samengevoegde gemeenten hadden twee of drie zalmen; de vijf kruisjes stellen de vijf gemeenten voor waaruit de nieuwe gemeente is ontstaan. Ze zijn ontleend aan het wapen van Giessen. Het ontwerp van het gemeentewapen en de gemeentevlag is van mr. G.A. Bontekoe.
Het wapen werd op 23 maart 1974 bij koninklijk besluit door de Hoge Raad van Adel aan de nieuwe gemeente Woudrichem toegekend.

## Vergelijkbare wapens

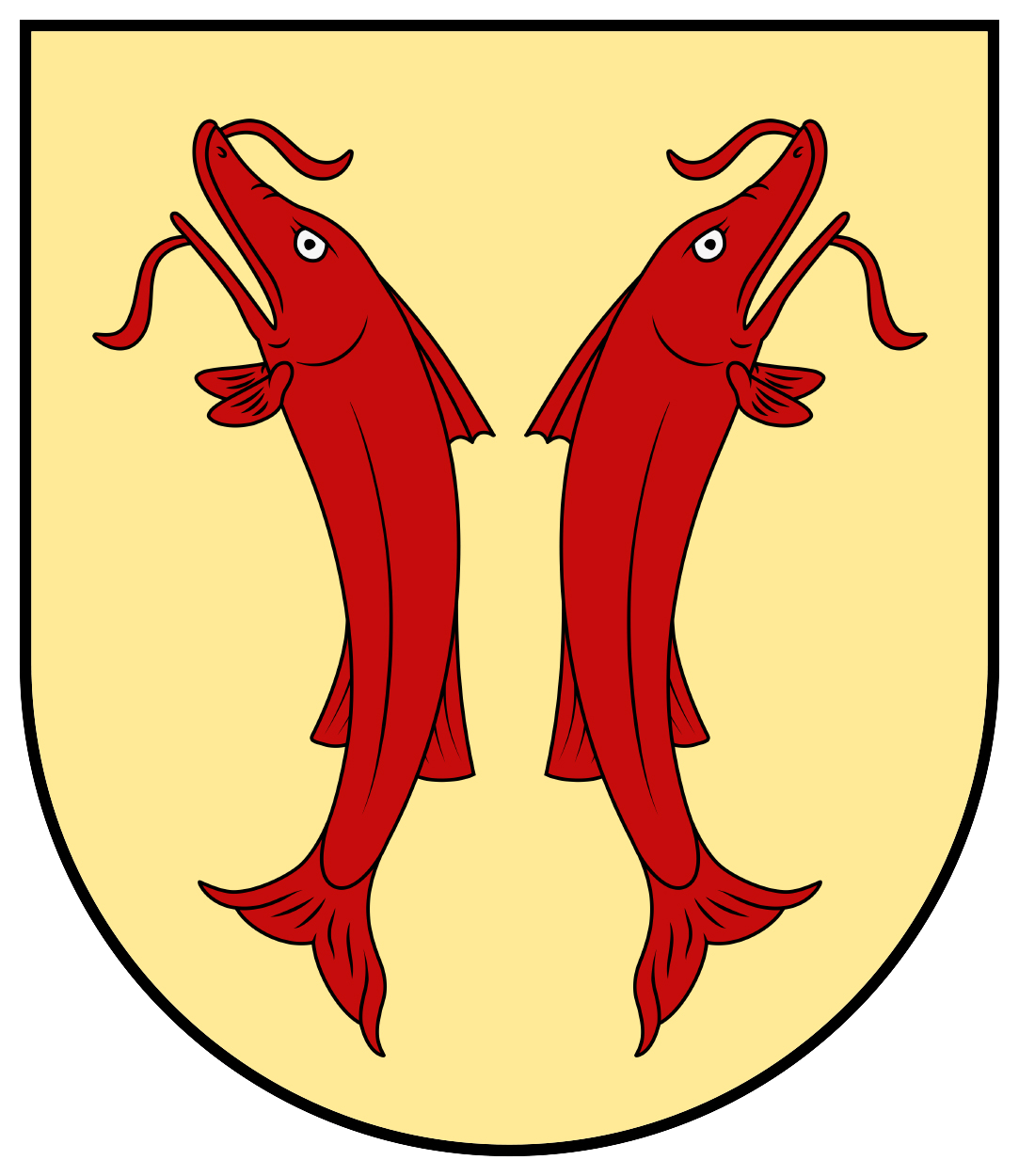
Het wapen van het Land van Altena
Wapen van Almkerk
Wapen van Andel
Wapen van Emmikhoven
Wapen van Giessen
Wapen van Rijswijk
Wapen van Werkendam
Het wapen van Brasschaat
Het wapen van Altena

Aalburg
· Aalst
· Aarle-Rixtel
· Alem 
· Alem, Maren en Kessel
· Almkerk
· Alphen en Riel
· Andel
· Baardwijk
· Bakel en Milheeze
· Beek en Donk
· Beers
· Berghem
· Berkel-Enschot
· Berlicum
· Besoyen
· Beugen en Rijkevoort
· Bladel en Netersel
· Bokhoven
· Borkel en Schaft
· Boxmeer
· Budel
· Capelle
· Chaam
· Cromvoirt
· Cuijk
· Cuijk en Sint Agatha
· De Werken en Sleeuwijk
· Den Dungen
· Deurne en Liessel
· Dieden, Demen en Langel
· Diessen
· Dinteloord (en Prinsenland)
· Dinther
· Dommelen
· Drongelen, Haagoort, Gansoijen en Doeveren
· Drunen
· Duizel en Steensel
· Dussen
· Eersel
· Eethen
· Emmikhoven en Waardhuizen
· Empel en Meerwijk
· Engelen
· Erp
· Esch
· Escharen
· Fijnaart en Heijningen
· Gassel
· Geffen
· Geldrop
· Gemert
· Genderen
· Gestel en Blaarthem
· Giessen
· Ginneken en Bavel
· Grave
· 's Gravenmoer
· Haaren 
· Halsteren
· Haps
· Haren en Macharen
· Hedikhuizen
· Heesch
· Heeswijk
· Heeswijk-Dinther
· Heeze
· Helvoirt
· Herpt
· Hoeven
· Hooge en Lage Mierde
· Hooge en Lage Zwaluwe
· Hoogeloon, Hapert en Casteren
· Huijbergen
· Kessel
· Klundert
· Landerd
· Leende
· Liempde
· Lierop
· Lieshout
· Linden
· Lith
· Luyksgestel
· Maarheeze
· Maasdonk
· Maashees en Overloon
· Made en Drimmelen
· Maren
· Meeuwen
· Megen, Haren en Macharen
· Mierlo
· Mill en Sint Hubert
· Moergestel
· Nederwetten en Eckart
· Nieuw-Ginneken
· Nieuw-Vossemeer
· Nieuwkuijk
· Nistelrode
· Nuenen en Gerwen
· Nuland
· Oeffelt
· Oerle
· Oijen en Teeffelen
· Oost-, West- en Middelbeers
· Oploo, Sint Anthonis en Ledeacker
· Ossendrecht
· Oud en Nieuw Gastel
· Oudenbosch
· Oudheusden
· Princenhage
· Prinsenbeek
· Putte
· Raamsdonk
· Ravenstein
· Reek
· Reusel
· Riethoven
· Rijsbergen
· Rijswijk
· Roosendaal en Nispen
· Rosmalen
· Sambeek
· Schaijk
· Schijndel
· Sint Anthonis
· Sint-Michielsgestel
· Sint-Oedenrode
· Soerendonk, Sterksel en Gastel
· Sprang
· Sprang-Capelle
· Standdaarbuiten
· Stiphout
· Stratum
· Strijp
· Terheijden
· Teteringen
· Tongelre
· Uden
· Udenhout
· Veen
· Veghel
· Veldhoven en Meerveldhoven
· Velp
· Vessem, Wintelre en Knegsel
· Vierlingsbeek
· Vlierden
· Vlijmen
· Vrijhoeve-Capelle
· Wanroij
· Waspik
· Werkendam
· Westerhoven
· Wijk en Aalburg
· Willemstad
· Woensel (en Eckart)
· Woudrichem
· Wouw
· Zeeland
· Zesgehuchten
· Zevenbergen